# Expansion viking

Carte de l'expansion viking. La couleur jaune se réfère cependant à l'expansion normande, dont les protagonistes ne sont que partiellement descendants des Vikings, c'est-à-dire des cavaliers romanisés et chrétiens

L'expansion viking est le processus par lequel les Vikings ont navigué dans la plus grande partie de l'océan Atlantique Nord, atteignant au sud l'Afrique du Nord et à l'est la Russie, à Constantinople et le Moyen-Orient en tant que pillards, commerçants, colons et mercenaires,,,.
Les Vikings sous Leif Erikson, l'héritier d'Erik le Rouge, ont atteint l'Amérique du Nord et ont installé une colonie à L'Anse aux Meadows, dans l'actuelle Terre-Neuve-et-Labrador au Canada. D'autres colonies plus établies ont été formées au Groenland, en Islande, en Grande-Bretagne et en Normandie. 